# Острожский, Михаил Иванович
Михаил Иванович Острожский (ок. 1450—1501) — государственный и военный деятель Великого княжества Литовского, удельный князь Острожский (1465—1501), староста луцкий и маршалок Волынской земли (1500—1501).

## Биография
Представитель знатного западнорусского православного княжеского рода Острожских собственного герба. Старший сын князя Ивана Васильевича Острожского (ум. ок. 1465) и княжны Василисы Глинской. Младший брат — гетман великий литовский, князь Константин Иванович Острожский (ок. 1460—1530).
В 1465 году после смерти своего отца братья Михаил и Константин Острожские разделили между собой его владения.
В 1490-х годах Михаил Острожский, действуя вместе с младшим братом, прославился с многочисленных боях с ордынцами и крымскими татарами. В 1494 году братья Михаил и Константин получили в совместное владение город Полонное. Весной 1497 года, во время нападения татарской орды на Волынь, Михаил Острожский догнал татар за Полонном и нанес им поражение, освободив весь захваченный полон. В том же году Михаил Острожский отбил набег крымских татар на Оливскую и Мозырскую волости. В том же 1497 году его младший брат Константин Острожский бы назначен гетманом великим литовским, то есть главнокомандующим военными силами Великого княжества Литовского.
В 1500 году после разгрома и пленения Константина Острожкого в битве на реке Ведроша князь Михаил Иванович Острожский был назначен старостой луцким и маршалком Волынской земли.
В 1501 году Михаил Острожский скончался. Его единственный сын Роман погиб в бою с татарами под Меджибожем в 1516 году.